# St. Hippolyt in Naraun

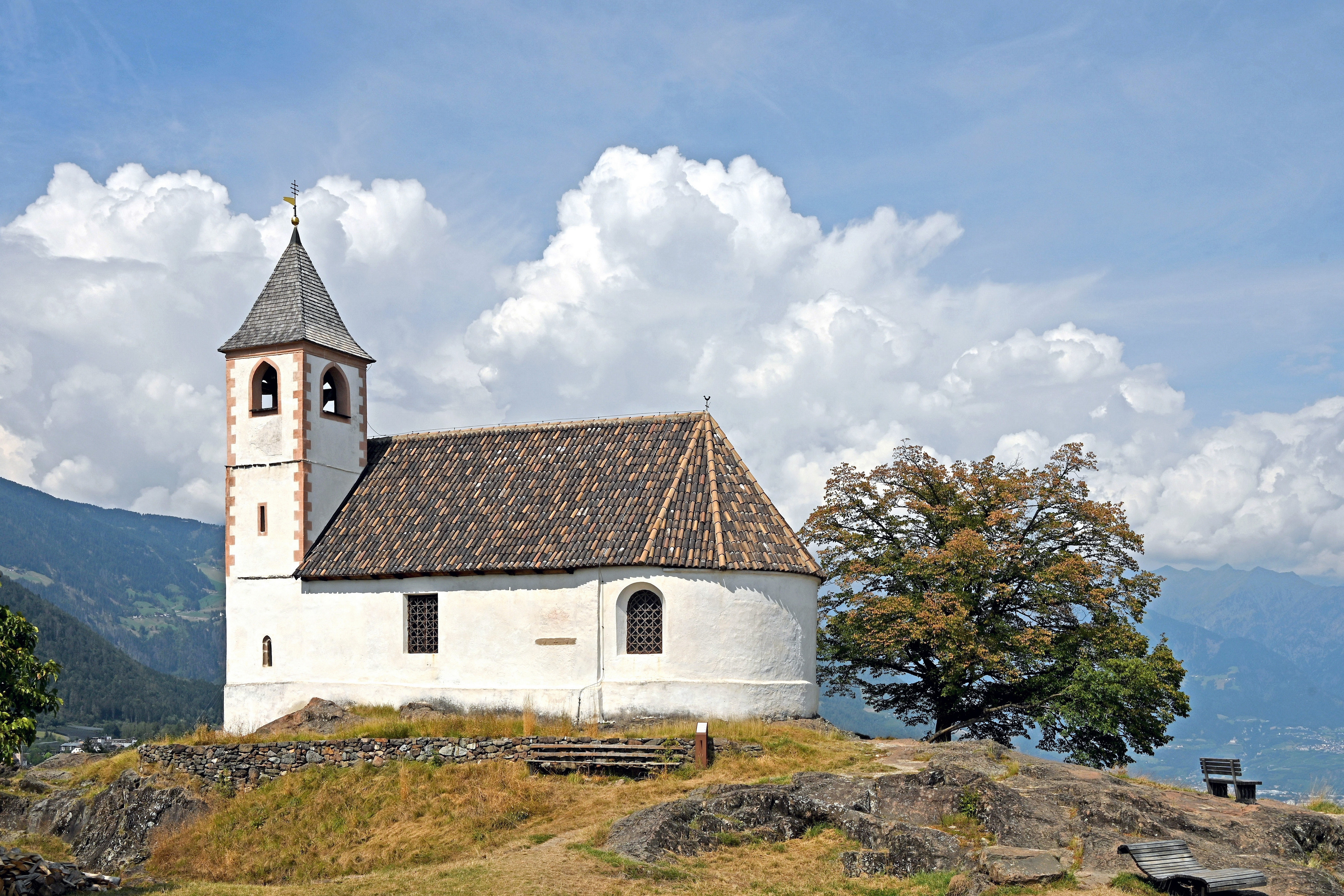
St. Hippolyt in Naraun

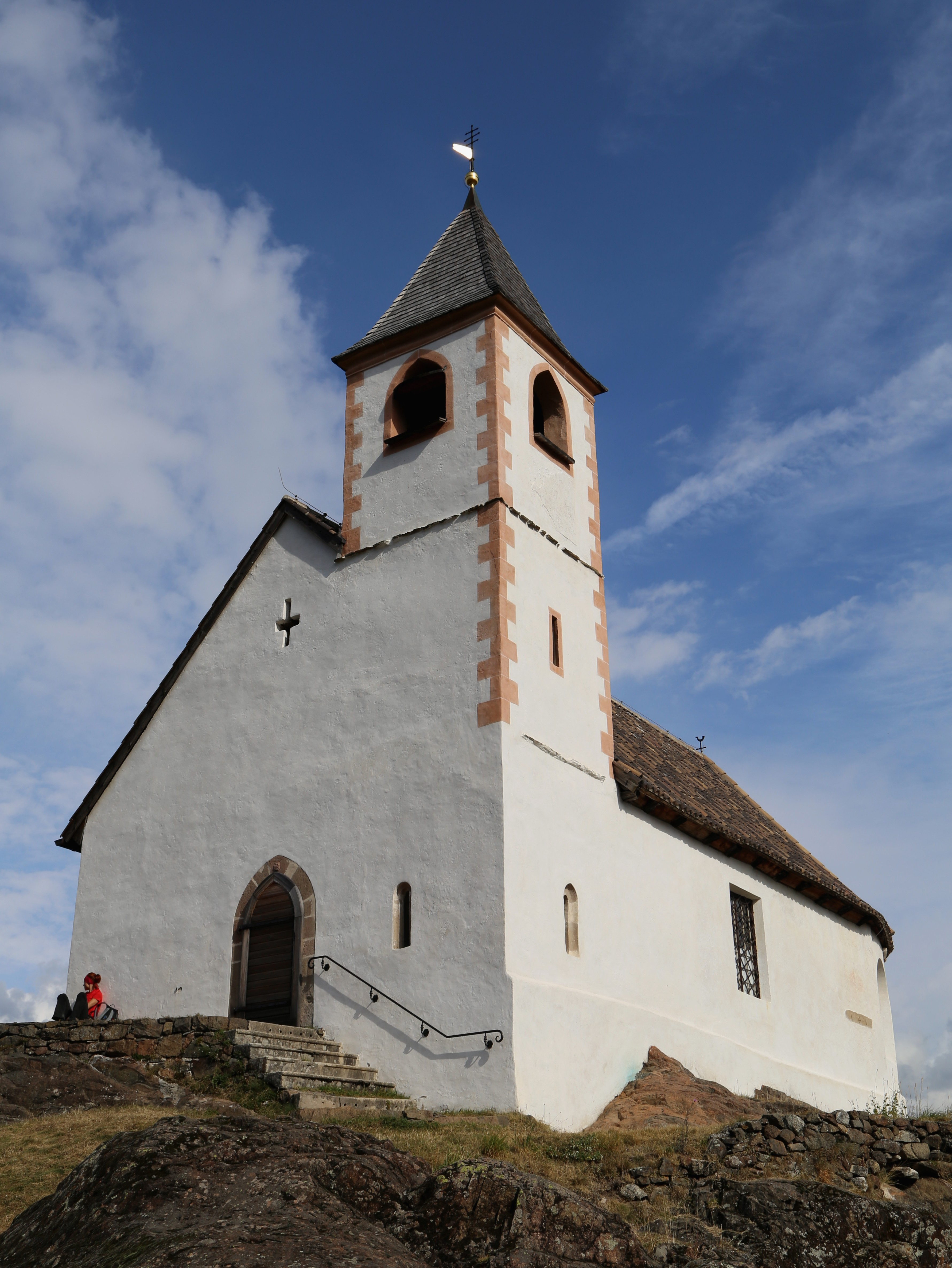
Vorderansicht

St. Hippolyt ist eine römisch-katholische Filialkirche, die auf einem 758 Meter hohen Hügel in Naraun, einer Fraktion der Gemeinde Tisens in Südtirol, steht. Der kulturhistorisch sehr bedeutende Ort zählt zu den besterforschten prähistorischen Siedlungsplätzen Südtirols. Das Patroziniumsfest ist der 13. August.

## Geschichte
Naraun gilt als ältester Siedlungsplatz Südtirols. Zahlreiche Funde aus der Jungsteinzeit, Bronzezeit und Eisenzeit belegen, dass der Hügel von St. Hippolyt bereits vor mehreren tausend Jahren besiedelt war und als Kultstätte genutzt wurde. So kann man heute noch jungsteinzeitliche Schalensteine sowie Spuren neolithischer Brandstätten erkennen. Gegen Ende des 6. Jahrhunderts soll dort ein langobardisches Kastell mit Namen Tesana gestanden haben. Man nimmt an, dass die heutige Kirche an Stelle des früheren heidnischen Kultplatzes errichtet worden ist. Die Kirche ist 1288 erstmals urkundlich erwähnt. Das Patrozinium des Hippolyt, den eine spätere Legende zum römischen Soldatenheiligen gemacht hat, weist jedoch darauf hin, dass die Entstehung der Kirche wesentlich früher anzusetzen ist. Der heutige im Kern romanische Kirchenbau wurde in gotischer Zeit erweitert und im 17. bis 18. Jahrhundert umgestaltet. Wegen der Nähe zu der Pfarrkirche in Tisens hatte das Kirchlein nie einen eigenen Geistlichen, jedoch ist das Amt des Mesners belegt. Dieser hatte u. a. die Aufgabe die Kirchenglocken bei Unwettern zu läuten, weshalb früher die Kirche im Volksmund auch Kirchlein zum bösen Segen genannt wurde. Um nicht vom Blitzschlag getroffen zu werden, gingen früher die Glockenstränge in eine benachbarte Holzhütte. In der Kirche wurden im 19. Jahrhundert zwölf monatliche Messen gelesen und im Sommer gelegentlich ein Heiliges Amt gehalten. Am 5. Oktober 1981 erfolgte die Unterschutzstellung von Seiten des Südtiroler Landesdenkmalamtes.   

## Beschreibung
Als ältester Teil gelten die romanische Rundapsis und Teile der Langhausmauer. Das Kircheninnere ist mit Wandmalereien geschmückt. Der Altar und die Kanzel stammen aus dem 17. Jahrhundert. Im Kirchturm hängt eine Glocke aus dem Jahre 1556, die als älteste der Pfarrei Tisens gilt.